# Nicholas Longworth Anderson
Pour les articles homonymes, voir Andreson.
Nicholas Longworth Anderson (22 avril 1838 - 18 septembre 1892) est un officier de l'armée des États-Unis qui sert lors de la guerre de Sécession en tant que colonel du 6th Ohio Volunteer Infantry (en). Après la guerre de Sécession, il est nommé et confirmé aux brevets des grades de brigadier général et de major général des volontaires.

## Biographie
Anderson est diplômé de l'université de Harvard et voyage en Europe. Il retourne à Cincinnati et étudie le droit lorsque la guerre commence.
Anderson s'engage en tant que soldat volontaire dans l'armée de l'Union, mais est rapidement promu premier lieutenant dans le 6th Ohio Volunteer Infantry (en) le 12 mai 1861 et lieutenant colonel le 21 juin de la même année.
Il est promu colonel au commandement du régiment le 9 novembre 1862. Il sert en Virginie occidentale et dans la plupart des campagnes principales sur le théâtre occidental. Blessé sérieusement deux fois, il quitte le service actif le 23 juin 1864 avec son régiment.
Le 18 décembre 1867, le président Andrew Johnson nomme Anderson pour recevoir un brevet (promotion honoraire) au grade de brigadier général des volontaires à la date du 13 mars 1865 pour « conduite galante et méritoire pendant ses services lors de la bataille de Stone's River, le 31 décembre 1862 » et le sénat des États-Unis confirme le brevet le 14 février 1868,. Le 19 décembre 1867, le président Johnson nomme Anderson pour être récompensé par un brevet au grade de major général des volontaires des États-Unis, avec une date de prise de rang au 13 mars 1865, pour « bravoure distinguée et conduite méritoire » lors de la bataille de Chickamauga, les 19 et 20 septembre 1863 et le sénat des États-Unis confirme ce brevet aussi le 14 février 1868,.

## Après la guerre
Le général Anderson est un compagnon vétéran de l'ordre militaire de la légion loyale des États-Unis (MOLLUS). Son fils, Larz Anderson (en) III, devient un membre héréditaire du MOLLUS. Le père et le fils sont aussi des membres des fils de la Révolution (en).
En 1890, il est élu membre de la société de Cincinnati au Maryland du fait qu'il est le petit-fils du lieutenant colonel Richard Clough Anderson. Son « siège » dans la société est « héritée » par son fils Larz, qui est élu membre de la société du Maryland en 1894. Par tradition, les membres de la société de Cincinnati rejoint la société de l'état pas leurs ancêtres qui ont servi. Bien que Richard Clough Anderson a servi en Virginie, Nicholas Longworth Anderson rejoint la société du Maryland probablement parce que la société de Virginie ne veut pas admettre un ancien officier de l'Union.
À la suite de la mort de son père, Anderson passe la majeure partie de sa vie à diriger la propriété qu'il a héritée de sa mère. Anderson meurt à Lucerne, Suisse à l'âge de quarante-quatre ans le 18 septembre 1892 et est enterré dans le cimetière de Spring Grove (en) à Cincinnati.

## Parenté
Nicholas Longworth Anderson, fils de Larz Anderson I et de Catherine (Longworth) Anderson, est le descedant de deux familles renommées de l'Ohio. Par sa mère, il est le petit-fils de Nicholas Longworth (en), fondateur de la famille Longworth (en). Du côté de son père, Nicholas Longworth Anderson est le petit-fils du vétéran de la guerre d'Indépendance, Richard Clough Anderson (en) et le neveu de trois oncles célèbres :
- Major Robert Anderson de la bataille de Fort Sumter
- Charles Anderson (en), brièvement gouverneur de l'Ohio
- William Marshall Anderson (en)

Son cousin Allen Latham Anderson atteint le grade de brigadier général breveté. Un autre cousin, Thomas McArthur Anderson (en), est un brigadier qui combat lors de la guerre hispano-américaine et de la guerre américano-philippine.

### Femme et enfants
Nicholas Longworth Anderson se marie avec Elizabeth Coles Kilgour. Leur fils Larz Anderson III (en) et leur fille Elizabeth Kilgour Anderson naissent pendant que le couple réside à Paris.
Larz sert en tant que second secrétaire de l'ambassade des États-Unis à Londres sous Robert Todd Lincoln et ensuite en tant que premier secrétaire de l'ambassade des États-Unis à Rome. Il sert brièvement en tant que capitaine de l'armée des volontaires lors de la guerre hispano-américaine. Il est nommé en tant qu'ambassadeur des États-Unis en Belgique de 1911 à 1912, et finalement sert brièvement en tant qu'ambassadeur du Japon de 1912 à 1913 avant de se retirer de la vie publique. En 1897, Larz se marie avec Isabel Weld Perkins (en) qui éditera et publiera plus tard «The Letters and Journals of General Nicholas Longworth Anderson: Harvard, Civil War, Washington, 1854–1892 ». Larz et Isabel créent aussi le Anderson Memorial Bridge (en) à Cambridge, Massachusetts et est dédié à sa mémoire.
En 1899, Elizabeth appelée par ses amis et sa famille en tant qu'« Elsie », se marie avec Philip Hamilton McMillan de Detroit, un procureur instruit à Yale et à Harvard qui est le fils du sénateur James McMillan (en) (R-Michigan). Après la mort de son mari en 1919, Elsir crée « The Philip Hamilton McMillan Memorial Publication Fund » à l'université de Yale avec un legs de 100 000 dollars. Le fonds continue de fonctionner sous l'égide du Yale University Press.